# Teatro épico

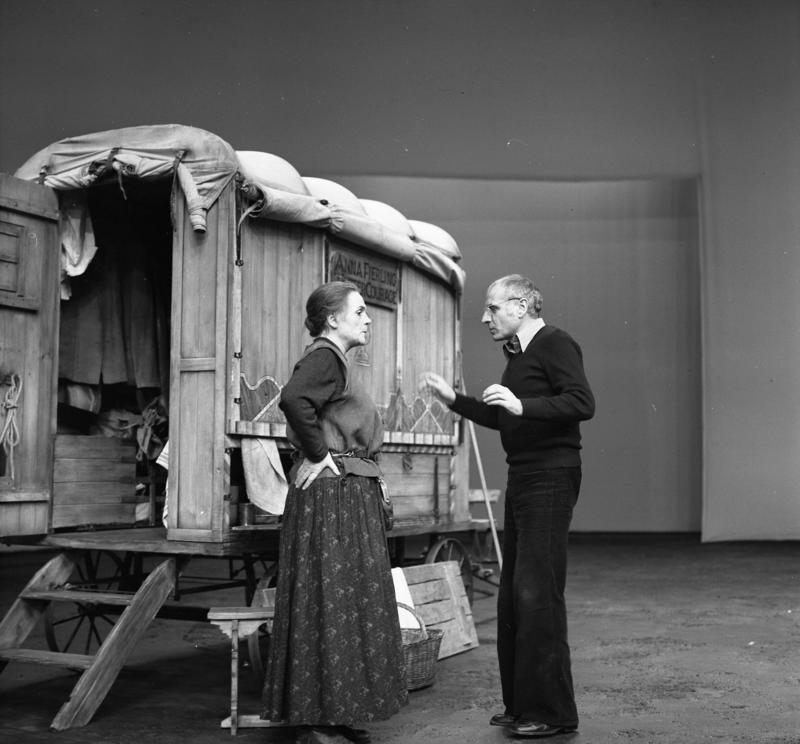
Madre coraje y sus hijos de Bertolt Brecht. Ensayo con Gisela May y Manfred Wekwerth

Se conoce como teatro épico (alemán: Episches Theater) o teatro dialéctico al relacionado con la producción teatral del dramaturgo alemán Bertolt Brecht, así como aquel que se deriva de su teoría. Surge a principios del siglo 20 en el contexto de la Revolución de octubre con intelectuales buscando un compromiso con las clases trabajadoras y un periodo de renovación del Teatro, en aquel tiempo dirigido principalmente a la burguesía. Brecht con su teoría para un nuevo teatro implicado en los problemas de su tiempo continúa la labor iniciada por Erwin Piscator y su Teatro político.
Contrario a un teatro centrado en su estética y a un teatro que busca la emotividad del espectador alejándolo de la comprensión de su realidad con temáticas que le son ajenas, Brecht se propuso su transformación, viendo en el teatro un medio de concienciación de la clase trabajadora. A un teatro complaciente contrapone un teatro militante en el que el proletariado se sienta identificado, procurando que alcance la plena comprensión de su problemática. Su teatro épico y sus técnicas pueden considerarse el medio del que se valió para alcanzar ese fin.
Al referirse Brecht a su teatro como épico no hace referencia a su acepción de heroico, lo relaciona con la división de géneros aristotélica; contrapone épico (narrativo) a dramático (acción). 
La principal característica de su propuesta fue la de un teatro narrativo en el que el espectador no se viese sumergido en un sentimentalismo sensiblero muy al uso en aquella época, sino que asistiese al espectáculo teatral con plena conciencia, intentando racionalizar lo presentado en el escenario. Brecht, principalmente, se vale para ello del «Verfremdungseffekt», efecto de distanciamiento, distanciar al espectador del drama al que está asistiendo.
El teatro Épico supuso una forma de renovación del teatro en el tiempo en que se suscitaba esa necesidad de renovación, suponiendo una transformación en su forma y en su fondo que ha alcanzado a nuestros días. «El teatro épico de Brecht presupone una teoría general una “Weltanschauung” [visión del mundo, ideología], en este caso marxismo, que unifica los diferentes elementos que constituyen el teatro: el público, los intérpretes, la forma y el contenido de la obra, la puesta en escena, la música. El teatro épico exige no solo una renovación de viejos elementos, sino un cambio total».

## Contexto histórico
A finales del siglo XIX y principios del XX se inició la gran transformación del Teatro con movimientos que procuran su transformación estética contestando a un naturalismo ya en declive, las vanguardias artísticas supusieron esos intentos de transformación que lo fueron en gran medida renovaciones estéticas. También, son tiempos en los que se va abriendo paso la contestación sociopolítica al sistema burgués. Producto de lo uno y de lo otro fueron el expresionismo alemán y el realismo soviético. 
Brecht se opuso a ambos, al primero por considerarlo un movimiento meramente formalista y al segundo por considerarlo inadecuado como instrumento que facilitara la toma de conciencia del proletariado. 
Paralelamente, en Alemania surgen los primeros estudios sobre Teatro con Max Herrmann, Arthur Kutscher y Carl Niessen, licenciados en Historia de la Literatura, que coincidieron en considerar al Teatro como una disciplina específica ya que su realización no termina en el texto literario, sino que llega a serlo tras la representación escénica, siendo esta la que le confiere su carácter último. En estos estudios se hace evidente el teatro como hecho sociológico alimentado por las conductas humanas. Piscator y Brecht lo llevan más allá, procurando con él, contribuir a la transformación de la sociedad.
Para su formulación del teatro Épico, Brecht, contó con su experiencia junto a Piscator para el que trabajó como dramaturgo en sus primeros tiempos.

Creamos compañías con obreros que nunca habían salido a un escenario, y de artistas muy cualificados, y a pesar de la diferencia de “estilos” ningún espectador podía poner en tela de juicio la unidad del espectáculo. Actores como la Weigel conseguían aparentemente la total identificación de los espectadores (decían entusiasmados: “No interpretaba a la mujer del pescador, lo era”) y sin embargo también conseguía la actitud crítica de los espectadores, que tanto nos importa. Estos actores no estaban dominados por principios, sino que los dominaban. El único principio que jamás quebrantamos a sabiendas era: subordinar todos los principios a la finalidad social que nos hemos propuesto en cada obra.
Beltrolh Brecht, Escritos sobre teatro.

## Técnicas
Brecht desarrolló su teoría a lo largo de toda su vida activa en el teatro, desde sus inicios como dramaturgo a las órdenes de Piscator, debiendo aportaciones de otros intelectuales de la época, destacando el aporte del escritor y crítico ruso Viktor Shklovski en quien ya se encuentra el concepto de distanciamiento entre el artista y su obra, y del dramaturgo Meyerhold, quien lo utilizara más concretamente como el distanciamiento del actor con su personaje.
El teatro épico va más allá de la consideración de mero estilo, se trata de una teoría global que incide ya en la concepción misma de lo que debe ser y significar el Teatro, para ocuparse igualmente de su forma y de sus contenidos.

Pero las innovaciones técnicas y formales del teatro de Brecht no son simples ejercicios experimentales y gratuitos, carentes de significado. Por el contrario, han sido impuestas por la necesidad de expresar nuevos contenidos. En el arte, los descubrimientos formales verdaderamente grandes nunca son meros ensayos de laboratorio, sino el medio preciso en que han de expresarse nuevas relaciones humanas, entendidas en un sentido amplio. Éste es el caso de Brecht. Su obra dramática implica una profunda transformación del teatro del siglo xx; transformación indispensable para comunicar la realidad de nuestro tiempo. No sería exagerado decir que lo que Proust, Joyce y Kafka hicieron en el campo de la novela, Brecht lo hizo en el dominio del teatro.
Víctor Flores Olea. Bertolt Brecht, un clásico del siglo xx.

En su fundamento, es un teatro comprometido. Según sus propias palabras, algo que nunca contradijo conscientemente fue los objetivos sociales que se marcó con su trabajo como dramaturgo. Así, el teatro épico no es meramente formalista, Brecht cuida la forma, pero puesta al servicio de objetivos.
Brecht define su teatro como no aristotélico y plantea una crítica a la Poética de Aristóteles, pero principalmente su teatro lo contrapone al teatro aristotélico como práctica de unas normas estrictas: no considera relevantes sus tres unidades (espacio, tiempo y acción), como “Aristóteles tampoco lo plantea como tal”, y plantea una crítica a la catarsis aristotélica como meta de la representación teatral. 

El rechazo de la identificación no proviene de un rechazo de las emociones y tampoco conduce a él. Es precisamente tarea de la dramaturgia no aristotélica demostrar que la tesis de la estética vulgar, según la cual las emociones solo pueden desencadenarse por la vía de la identificación, es errónea. Sin embargo, una dramática no aristotélica ha de someter a una crítica cuidadosa a las emociones condicionadas por ella y encarnadas en ella.
Beltrolh Brecht, Escritos sobre teatro.

Igualmente, el teatro épico se posiciona frente al realismo de su época, viene a frenar los afanes del teatro, que entonces comienza ya a contar con numerosos recursos técnicos para ello, por encontrar una mayor ilusión de realidad: «La ilusión del teatro debe de ser parcial. De modo que siempre pueda ser reconocida como tal ilusión. A pesar de toda su plenitud, la realidad ha de estar transformada por el arte».
El efecto de distanciamiento, característico de su teoría, procura una posición del espectador de algún modo distante del drama que se interpreta en el escenario, esto para procurar en el espectador que asista consciente a la representación posibilitando su atención racional y crítica. Brecht apuntó y practicó diferentes efectos para conseguir este fin: de escenografía, efectos sonoros, la propia obra, con interrupciones en la trama dramática, con música, y principalmente con la interpretación de los actores. 
La actuación en el teatro épico necesita que los actores interpreten sus personajes de manera convincente sin, por el contrario, convencer ni a la audiencia ni a ellos mismos de que son en realidad los personajes que interpretan. Los actores a menudo interpelan directamente al público sin estar interpretando su personaje —«romper la cuarta pared»— e interpretan múltiples papeles. Brecht pensaba que era importante que las opciones de los personajes fueran evidentes e intentó desarrollar un estilo de actuación en el cual era evidente que los personajes elegían una opción en lugar de otra. 
También es característico del teatro brechtiano el «gestus» (intención gestual), que reúne un conjunto de rasgos y ademanes que conforman una catadura o actitud del personaje, en la cual subyacen la época y los conflictos sociales a los que debe hacer frente. Brecht se basó en el teatro chino: notó que el actor Mei Lan Fang interpretó una escena que requería que su personaje estuviera asustado tan sólo poniendo un mechón de su pelo en su boca, y todo el mundo en la audiencia supo que el personaje estaba asustado, aunque el actor permaneció completamente calmado durante toda la obra. Con un gestus que claramente defina la actitud del personaje, el actor se distancia de la obra y por lo tanto evita cualquier emocionalidad excesiva.

### Diferencias entre el teatro dramático y el épico
El siguiente esquema se utiliza tanto para mostrar las diferencias entre el teatro dramático y el épico, como para, mediante esa comparación, aunque sea de forma esquemática, acceder a una mejor comprensión de las técnicas del teatro épico.
| Formas dramáticas                                   | Formas épicas                                          |
| Se actúa                                            | Se narra                                               |
| El espectador se ve envuelto por la acción escénica | El espectador mantiene una actitud de observador       |
| Se absorbe su actividad                             | Se despierta su actividad                              |
| Se le hace experimentar sentimientos                | Se le obliga a adoptar decisiones                      |
| Se ofrecen vivencias                                | Se ofrece imágenes del Mundo                           |
| Al espectador se le introduce en la acción escénica | Al espectador se le coloca frente a la acción escénica |
| Se sugiere                                          | Se argumenta                                           |
| Se le mantiene en las sensaciones                   | La sensaciones le conducen a la toma de conciencia     |
| El espectador simpatiza                             | El espectador reflexiona                               |
| El hombre es algo conocido                          | El hombre es motivo de indagación                      |
| El hombre es inmutable                              | El hombre es mutable y capaz de generar cambios        |
| La tensión avanza hacia el desenlace                | La tensión se encuentra en todo el desarrollo          |
| Las escenas son interdependientes                   | Las escenas tienen sentido en sí mismas                |
| La acción va in crescendo                           | La acción es oscilante                                 |
| El pensar determina el ser                          | El ser social determina el pensar                      |
| Expresión de sentimientos                           | Expresión de la razón                                  |